# Хамерсвил (Охајо)
Хамерсвил (енгл. Hamersville) град је у америчкој савезној држави Охајо.

## Демографија
По попису из 2010. године број становника је 546, што је 31 (6,0%) становника више него 2000. године.
| Група             | 2000.       | 2010.       |
| Белци             | 513 (99,6%) | 536 (98,2%) |
| Афроамериканци    | 1 (0,2%)    | 0 (0,0%)    |
| Азијати           | 0 (0,0%)    | 1 (0,2%)    |
| Хиспаноамериканци | 0 (0,0%)    | 3 (0,5%)    |
| Укупно            | 515         | 546         |